# Deepa Bhasthi
Deepa Bhasthi (Kannada ದೀಪಾ ಭಸ್ತಿ; geboren 1983 in Madikeri, Karnataka) ist eine indische Schriftstellerin, Übersetzerin und Journalistin. Internationale Bekanntheit erlangte sie durch ihre Übersetzung des Kurzgeschichtenbands Heart Lamp von Banu Mushtaq, für die sie 2025 als erste Übersetzerin ihres Landes den International Booker Prize erhielt.

## Leben
Deepa Bhasthi wuchs in Madikeri auf und verbrachte ihre Schulzeit an der Kodagu Vidyalaya. Ihre Liebe zur Literatur führt sie auf ihren Großvater väterlicherseits zurück, der sechs Monate vor ihrer Geburt starb und ihr eine umfangreiche Büchersammlung hinterließ, darunter bedeutende Werke der russischen Klassik. Nach ihrer Schulzeit studierte sie zunächst Naturwissenschaften, wechselte später zu Wirtschaftswissenschaften und schloss ein Bachelorstudium am Field Marshal K.M. Cariappa College in Kodagu ab. Anschließend erwarb sie einen Abschluss in Journalismus an der Universität Mangalore und arbeitete daraufhin für verschiedene Printmedien in Bangalore als Journalistin.
Während ihrer Karriere als Journalistin spezialisierte sich Bhasthi auf Kunstjournalismus und wurde schließlich Kolumnistin und Gründungsredakteurin des Magazins The Forager, das sich mit der politischen Bedeutung von Lebensmitteln auseinandersetzt. 2016 gründete sie zusammen mit drei anderen Kreativen das Forager Collective, das gesellschaftliche Themen wie Ökonomie, Politik und Kultur durch den Blickwinkel der Ernährung untersucht.
Nach einigen Jahren kehrte sie zusammen mit ihrem Ehemann, dem Künstler und Landwirt Chettira Sujan Nanaiah, in ihre Heimatstadt Madikeri zurück. Dort leben sie ein ruhiges Leben auf einer Farm mit fünf Hunden.

## Wirken
International anerkannt wurde Deepa Bhasthi durch ihre literarische Übersetzungsarbeit. Ihre englische Übersetzung von Banu Mushtaqs Kurzgeschichtenband Heart Lamp (ursprünglich Hridaya Deepa), die sie in einer viermonatigen intensiven Arbeitsphase anfertigte, brachte ihr und der Verfasserin im Jahr 2025 den International Booker Prize ein. Diese Übersetzung wurde von der Jury als „präzise und anregend“ gelobt, da sie kulturelle Feinheiten und Sprachbesonderheiten des Kannada bewusst bewahrte.
In ihren Übersetzungen verfolgt Bhasthi einen Ansatz, den sie selbst als „übersetzen mit Akzent“ bezeichnet. Damit meint sie, dass ihre Texte zum Gewährleisten von Authentizität die kulturellen und historischen Eigenheiten der Originalsprache bewusst beibehalten. Neben Mushtaqs Arbeiten übersetzte sie auch bedeutende Verfasserinnen wie Kodagina Gowramma, eine feministische Wegbereiterin der Kannada-Literatur, und Kota Shivarama Karanth.
Neben ihrer Tätigkeit als Übersetzerin arbeitet Bhasthi auch als Kinderbuchautorin. Ihr Buch Champi and the Fig Tree (auf Kannada: Anjoor Anjoor Yaar Anjoor) steht kurz vor der Veröffentlichung (Stand: 2025).